# Санитарно-защитная зона
Санитарно-защитная зона (СЗЗ) — специальная территория с особым режимом использования, которая устанавливается вокруг объектов и производств, являющихся источниками воздействия на среду обитания и здоровье человека. Размер СЗЗ обеспечивает уменьшение воздействия загрязнения на атмосферный воздух (химического, биологического, физического) до значений, установленных гигиеническими нормативами.

## Описание
По своему функциональному назначению санитарно-защитная зона является защитным барьером, обеспечивающим уровень безопасности населения при эксплуатации объекта в штатном режиме. Ориентировочный размер СЗЗ определяется СанПиН 2.2.1/2.1.1.1200-03 на время проектирования и ввода в эксплуатацию объекта.
в зависимости от класса опасности предприятия (всего пять классов опасности, с I по V).
СанПиН 2.2.1/2.1.1.1200-03 классифицирует промышленные объекты и производства:
- промышленные объекты и производства первого класса — 1000 м;
- промышленные объекты и производства второго класса — 500 м;
- промышленные объекты и производства третьего класса — 300 м;
- промышленные объекты и производства четвертого класса — 100 м;
- промышленные объекты и производства пятого класса — 50 м.

СанПиН 2.2.1/2.1.1.1200-03 классифицирует промышленные объекты и производства тепловые электрические станции, складские здания и сооружения и размеры ориентировочных санитарно-защитных зон для них.
Размеры и границы санитарно-защитной зоны определяются в проекте санитарно-защитной зоны. Проект СЗЗ обязаны разрабатывать предприятия, относящиеся к объектам I—III классов опасности, и предприятия, являющиеся источниками воздействия на атмосферный воздух, но для которых СанПиН 2.2.1/2.1.1.1200-03 не устанавливает размеры СЗЗ.
В санитарно-защитной зоне не допускается размещать: жилую застройку, включая отдельные жилые дома, ландшафтно-рекреационные зоны, зоны отдыха, территории курортов, санаториев и домов отдыха, территорий садоводческих товариществ и коттеджной застройки, коллективных или индивидуальных дачных и садово-огородных участков, а также других территорий с нормируемыми показателями качества среды обитания; спортивные сооружения, детские площадки, образовательные и детские учреждения, лечебно-профилактические и оздоровительные учреждения общего пользования.
Допускается размещать в границах санитарно-защитной зоны промышленного объекта или производства здания и сооружения для обслуживания работников указанного объекта и для обеспечения деятельности промышленного объекта (производства): нежилые помещения для дежурного аварийного персонала, помещения для пребывания работающих по вахтовому методу (не более двух недель), здания управления, конструкторские бюро, здания административного назначения, научно-исследовательские лаборатории, поликлиники, спортивно-оздоровительные сооружения закрытого типа, бани, прачечные, объекты торговли и общественного питания, мотели, гостиницы, гаражи, площадки и сооружения для хранения общественного и индивидуального транспорта, пожарные депо, местные и транзитные коммуникации, ЛЭП, электроподстанции, нефте- и газопроводы, артезианские скважины для технического водоснабжения, водоохлаждающие сооружения для подготовки технической воды, канализационные насосные станции, сооружения оборотного водоснабжения, автозаправочные станции, станции технического обслуживания автомобилей.